# Ludwigia grandiflora
Ludwigia grandiflora es una especie de planta acuática del orden Myrtales.
Se encuentra muy relacionada y se la suele confundir con Ludwigia hexapetala. Las dos especies son distinguibles a nivel de sus cromosomas, porque L. grandiflora es hexaploide y L. hexapetala es decaploide. Sin embargo, también se las puede distinguir morfológicamente. L. grandiflora posee pelillos vellosos, flores más pequeñas y granos de polen más chicos. Algunas autoridades consideran que estas diferencias son demasiado leves para considerar estas diferentes especies y, por lo tanto, separan estos taxones como dos variedades o dos subespecies.

## Especie invasora
Ludwigia grandiflora se encuentra en la lista de especies invasoras de interés de la Unión Europea desde el 2016 y en Estados Unidos se encuentra en la lista de malezas dañinas del estado de Carolina del Sur. Compite con otras plantas formando densos mantos en los márgenes y en los estanques. Se introduce en áreas templadas cálidas de América del Norte y Europa y ha formado grandes poblaciones estables, particularmente en Francia.

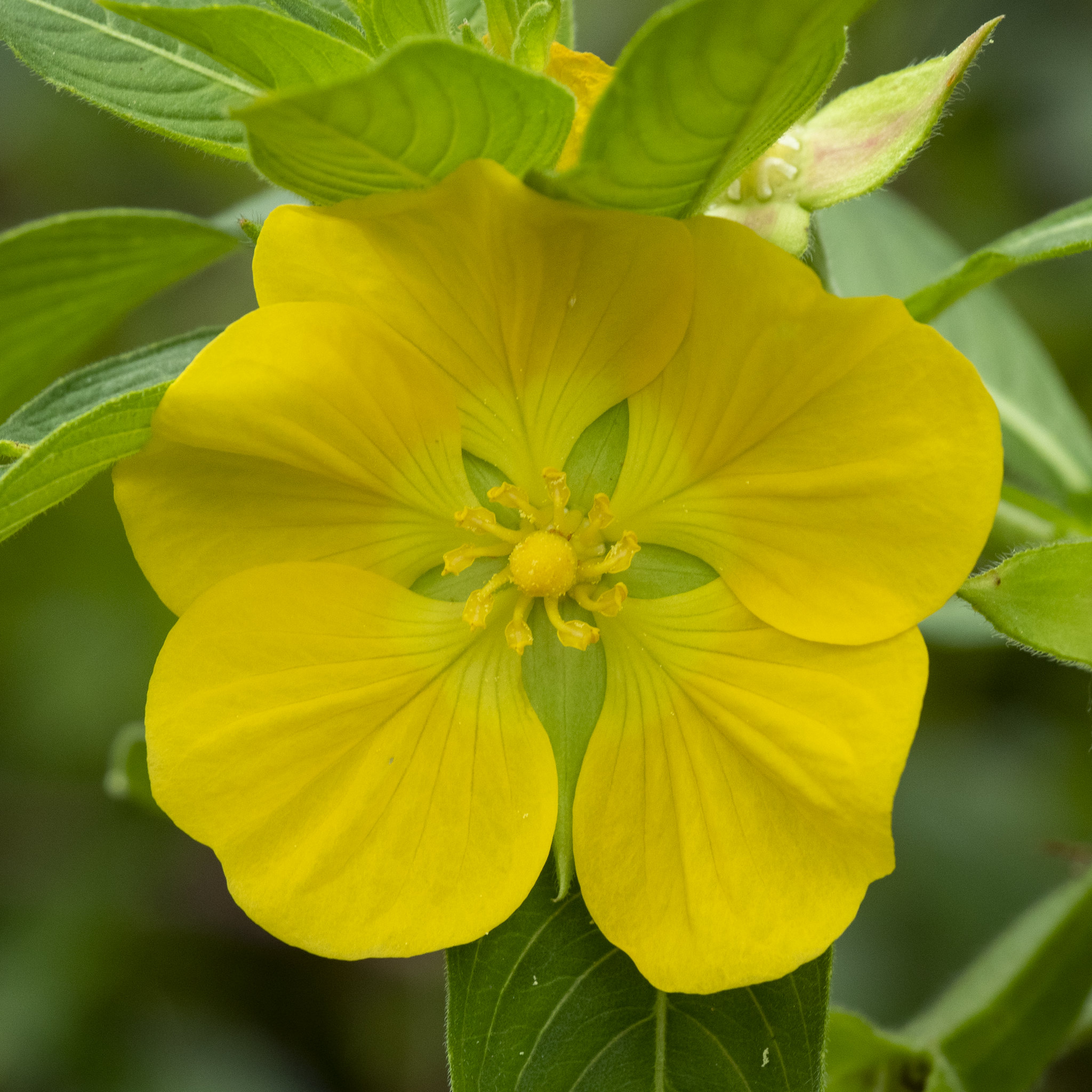
Ludwigia grandiflora en la Reserva de Vida Silvestre del río Hillsborough en Florida.

## Ecología
Ludwigia grandiflora puede y produce semillas viables, pero también es muy efectiva su reproducción vegetativa y aparentemente el reclutamiento de nuevas plantas a partir de semillas es bajo. Las flores grandes y vistosas atraen una amplia variedad de insectos. Un estudio en Bélgica, donde  L. grandiflora  fue introducida, mostró que las flores son visitadas por una amplia variedad de insectos, incluidas abejas, lepidópteros, escarabajos y moscas sírfidas.